# Bikini Kill (album)
Bikini Kill is de eerste ep van de gelijknamige Amerikaanse punkband Bikini Kill. De ep werd uitgegeven als een 12 inch op 9 oktober 1992 via het platenlabel Kill Rock Stars en werd geproduceerd door Ian MacKaye (lid van onder andere de punkbands Minor Threat en Fugazi).
In 1994 werd de ep uitgegeven op cd, samen met het album Yeah Yeah Yeah Yeah (1993), onder de titel The C.D. Version of the First Two Records. In 2012 richtten de leden van de band het platenlabel Bikini Kill Records op, met de bedoeling om de gehele discografie van Bikini Records opnieuw uit te geven. Ditzelfde jaar op 20 november werd Bikini Kill opnieuw uitgegeven, ditmaal naast 12 inch ook als muziekdownload.

## Nummers
1. "Double Dare Ya" - 2:40
2. "Liar" - 2:35
3. "Carnival" - 1:30
4. "Suck My Left One" - 2:24
5. "Feels Blind" - 3:21
6. "Thurston Hearts the Who" - 3:45

## Band
- Kathleen Hanna - zang
- Billy Karren - gitaar
- Kathi Wilcox - basgitaar
- Tobi Vail - drums